# Hranická propast
Hranická propast je propast v Hranickém krasu, ležící na pravém břehu řeky Bečvy v národní přírodní rezervaci Hůrka u Hranic na katastru města Hranice v okrese Přerov v Olomouckém kraji. Hloubka suché části propasti je 69,5 m. Maximální naměřená hloubka zatopené části je 450 m, aniž bylo dosaženo dna. Hranická propast je tak nejhlubší zatopená sladkovodní jeskyně na světě. Podle zjištění z roku 2020 může hloubka zatopené části dosahovat až 1 km.

## Popis

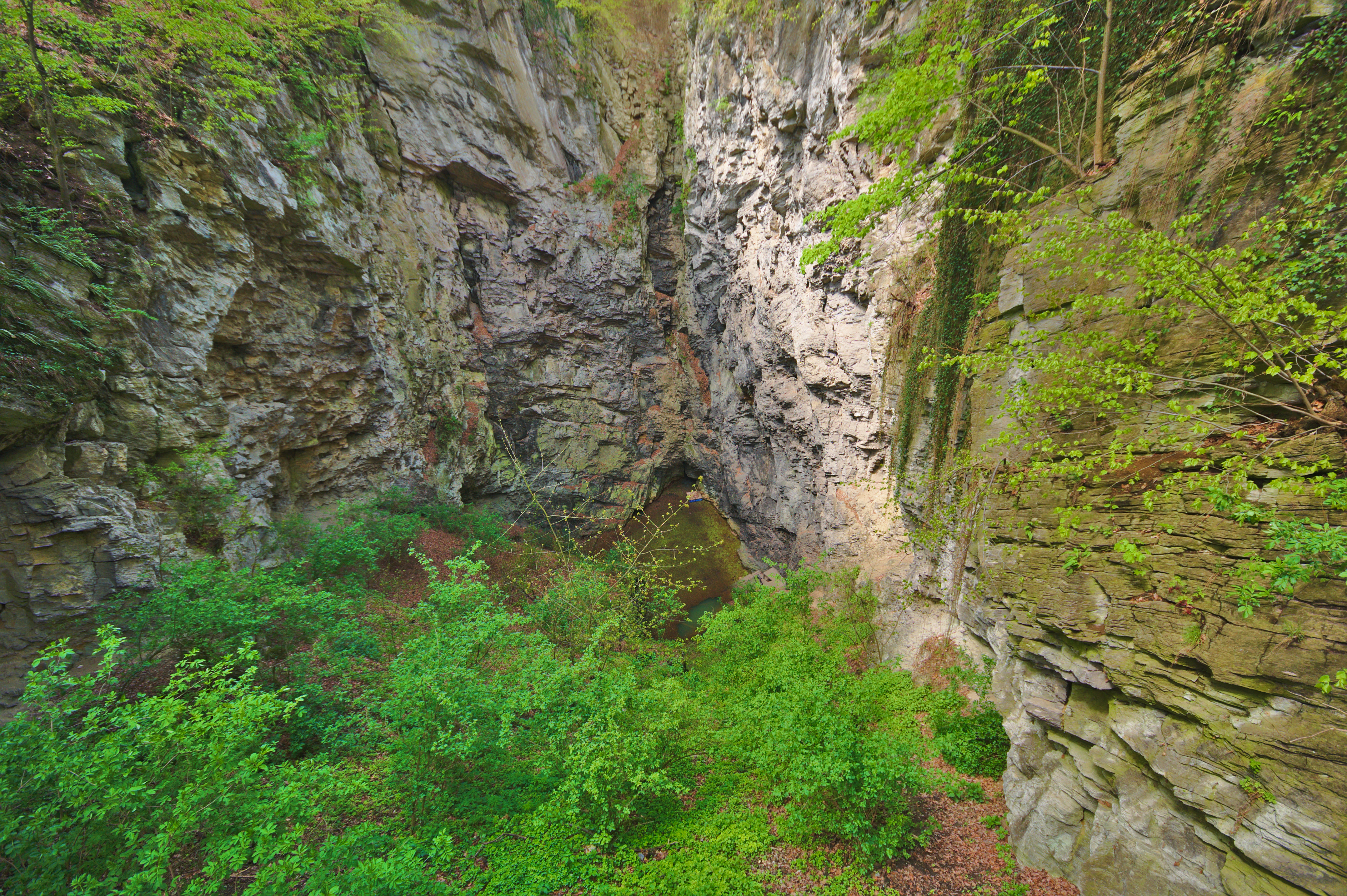
Spodní část propasti s Hranickým jezírkem

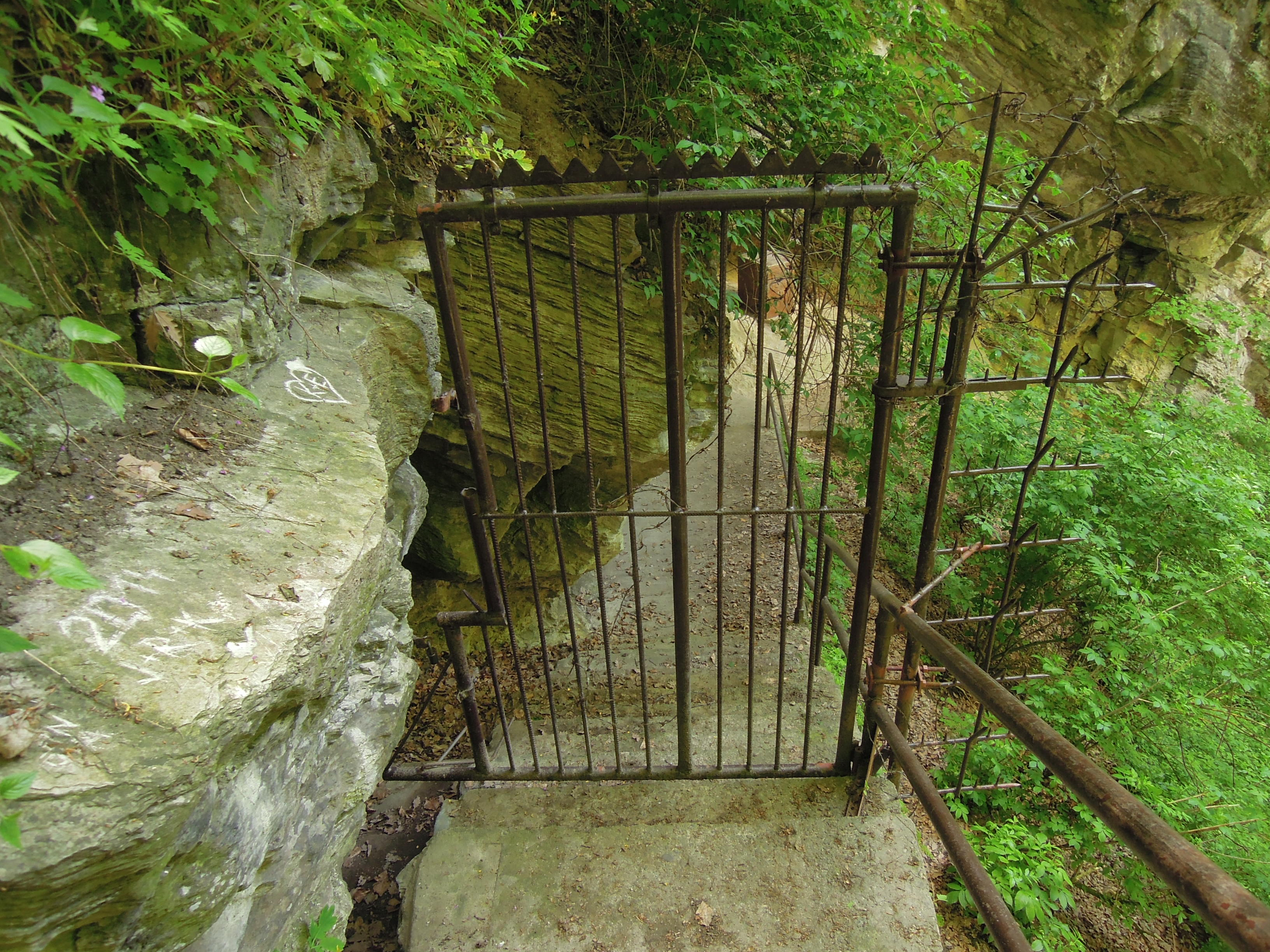
Spodní část propasti a Hranické jezírko jsou veřejnosti nepřístupné

Nachází se nedaleko veřejnosti přístupných Zbrašovských aragonitových jeskyní. Celková hloubka propasti (minimálně 519,5 m k srpnu 2022) není známá, neboť její spodní část je zatopena Hranickým jezírkem. Propast má elipsovitý tvar a je situována směrem JV-SZ. Její délka v nejdelším místě je přibližně 110 metrů a šířka v nejširším místě asi 50 metrů. Pro většinu návštěvníků je nejzajímavějším údajem hloubka propasti včetně zatopené části, ale ve skutečnosti se jedná o poměrně členitý krasový systém. Krasové jevy (např. závrty) lze pozorovat i v těsném okolí propasti. V hloubce 48 metrů pod hladinou jezírka lze po překonání sifonu Zubatice vystoupat až do suchých jeskyní (Rotunda suchá, Nebe I-III, Monika). Tyto jsou průběžně monitorovány, včetně měření teploty vody a vzduchu. Rotunda suchá je navíc známá jako hnízdiště netopýrů, kteří do ní pronikají velmi úzkým průlezem z prostoru Jezírka. Musejí přitom překonat asi 7 metrů skalního masivu. Výskyt netopýrů je monitorován a zkoumán odborníky z Biologického ústavu Akademie věd ČR.

## Hloubka a historie měření

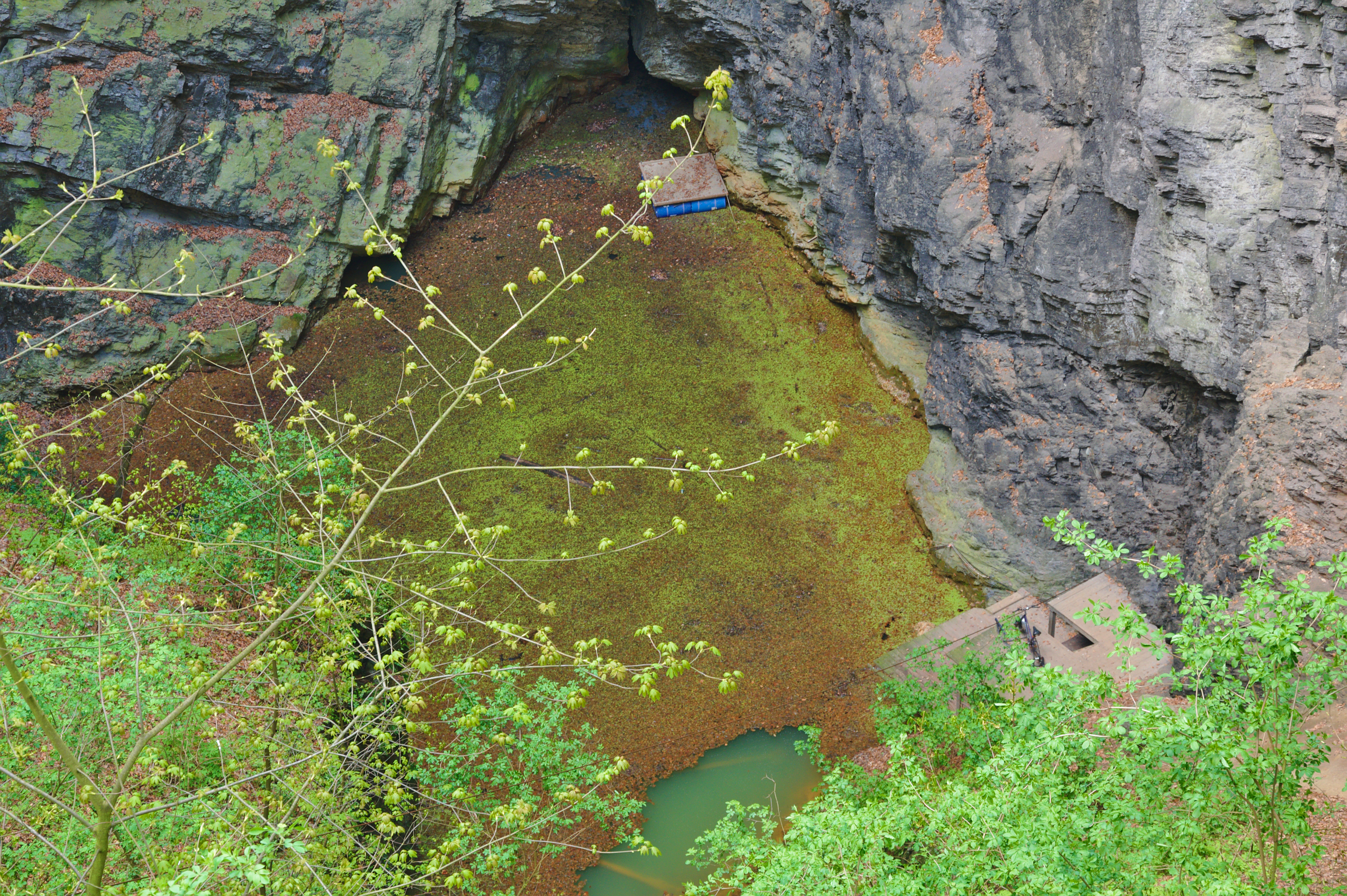
Jezírko na dně propasti

Hloubka suché části propasti je 69,5 m. Na dně se nachází Hranické jezírko, které kryje zatopenou část propasti. Hloubka zatopené části dosud nebyla plně změřena. 
První zaznamenané zprávy o pokusech o změření je z roku 1580. Teprve učitel Václav Šindela od roku 1900 do roku 1902 prováděl první vědecké měření pomocí sondy se závažím z lodě na hladině a naměřil hloubku -36 metrů, tato metoda však byla nesprávná, protože přímo pod Hranickým jezírkem dno tunel šikmě klesá a proto tam sondu nemohl spustit. V roce 1961 se Bohumín Kopecký s potápěcím přístrojem vlastní výroby ponořil do hloubky šesti metrů, což byl první ponor s potápěčským přístrojem v oblasti. Další potapěči do konce 80. let prováděli ponory s dýchacími přístroji a dostali se maximálně do hloubky 100 metrů. S heliovou směsí poté byla maximální dosažená hloubka 181 metrů v roce 2000. 
Pod hladinou byla propast zmapována do hloubky –170 m (Pavel Říha, 2005), ponor následoval do hloubky –181 m (Starnawski, 2000) dále ponor dne 21. června 2012 do hloubky –217 m (Starnawski s šestičlenným týmem českých a polských potápěčů). Bylo provedeno i zkoumání pomocí robotu Hyball a robotu HBZS Ostrava. Robot (R.O.V.) Hyball byl v hloubce –205 m (1995). Dna nebylo dosaženo, protože podle dalšího průzkumu byla zjištěna taková konfigurace terénu, která další postup robotu znemožnila.
Měření hloubky propasti bylo uskutečněno dne 1. října 2012, kdy při akci speleopotápěčů z organizace ZO ČSS 7-02 Hranický kras Olomouc spustil Krzysztof Starnawski z hloubky 217 metrů sondu do hloubky 373 metrů. Sám potom krátce ještě sestoupil do hloubky 225 metrů, což je největší hloubka, dosažená na této lokalitě potápěčem.
Dne 12. října 2014 naměřil Krzysztof Starnawski opět pomocí sondy novou maximální hloubku zatopené části Hranické propasti – 384 metrů. Dne 27. září 2016 dosáhl ROV vyrobený firmou GRALmarine hloubky 404 metry, aniž by dosáhl dna. Hranická propast tak svou hloubkou předstihla italskou Pozzo del Merro, do té doby evidovanou jako nejhlubší zatopená propast na světě s maximální naměřenou hloubkou 392 metrů.
Celková potvrzená hloubka suché i mokré části byla do roku 2022 519,5 metrů (69,5 + 450). Podle odhadů by propast mohla dosahovat hloubky mezi 800 a 1200 m, čemuž nasvědčují teplota a chemické složení vody v Jezírku. Potvrzují to i další výzkumy, publikované v roce 2020 v odborném tisku.
Z historického hlediska je zajímavé, že Jiří Pogoda uvádí, že 13. dubna 1980 při sólovém ponoru spustil sondu speciální konstrukce (kluzák) ze Zubatice do celkové hloubky vody 260 metrů, aniž by dosáhl dna. Jeho údaje o měření jsou ale neúplné a jsou považovány za málo důvěryhodné, protože nebyly dále ověřeny. Z pohledu dnešního poznání je Pogodovo měření v souladu s realitou, ale kvůli nepřehlednosti restrikce v hloubce 205 metrů by musela být obrovská náhoda, aby jeho sonda mohla klesnout níže a hlavně aby se ji podařilo vytáhnout zpět přes změť kmenů, větví a dalších terénních překážek.
Dne 1. srpna 2022 speleologové s pomocí podvodního robota dosáhli v Hranické propasti hloubky 450 metrů. Robot kvůli technickým omezením však ani při tomto pokusu nedosáhl dna propasti. Během ponoru robot mapoval propast pomocí šesti kamer a sonarových paprsků. Získané údaje mají být použity při vytváření podrobné 3D mapy zatopených podzemních prostor.

## Přístup
Přístup k Hranické propasti od budovy železniční stanice v Teplicích nad Bečvou na trati Hranice na Moravě – Púchov je po červené turistické značce, totožné s trasou naučné stezky Hůrka. Propast, která je obehnaná plotem jako ochranou proti pádu, je od nádraží vzdálená přibližně 500 metrů.

## Pověst
Podle pověsti do propasti skočil na koni velkomoravský vládce Mojmír II., aby totéž v noční temnotě udělali jeho pronásledovatelé z řad zrádných velmožů, ohrožujících Moravu.

## Zajímavosti
Propast (potažmo jezírko) je někdy nazývána též Macůška. Název vznikl před 2. světovou válkou, ale příliš se neujal.